# Доганджии
Доганджиите (туганджии, шаинджии, соколари, на турски: čakyrdži) са категория рая в Османската империя, която се ползва със специален статут.
Те отглеждат и опитомяват за султанския двор соколи и ястреби за лов. През ранните векове на Османската империя се ползват с данъчни облекчения. Според кануна за Видинския санджак те не плащат харач, испенче, ящина и за овце под 100 глави. Освободени са от ангарии и тегоби към Дивана, но са задължени да плащат годишно един сокол или 300 аспри компенсация.
Доганджиите са пряко зависими от централната власт и имат право да владеят свободни от известни задължения земи (бащини) или чифлици. Българските земи са били основен доставчик на соколи (ястреби и орли) за задоволяване на нуждите от обучени хищни птици на аристокрацията в Османската империя. Соколарството в българските земи се е превърнало в държавно организиран поминък за не малка част от населението в селата в полуппланинските и планинските райони. Тези селища са управлявани от свои дуганджибашии, като последните са овластени да прибират глоби в своя полза.
През XVII в. запада провинциалното доганджийство, а през 1830 г. е отменена цялата институция.